# 张新枫
张新枫（1952年—），辽宁铁岭人。中共中央党校科学社会主义专业毕业。
长期在政法系统工作，曾任黑龙江省公安厅副厅长、哈尔滨市公安局局长，中华人民共和国公安部刑事侦查局局长，公安部部长助理等职。2005年至2013年间曾任中华人民共和国公安部副部长，副总警监警衔。
2013年1月，任上海合作组织地区反恐怖机构执行委员会（反恐机构执委会）主任。2015年12月31日，结束上海合作组织地区反恐怖机构执委会主任任期回国。
2016年1月，任国家反恐安全专员。